# Adolf Achenbach
Adolf Achenbach (* 5. Januar 1825 in Saarbrücken, Rheinprovinz; † 13. Juni 1903 in Clausthal, Provinz Hannover) war ein preußischer Bergbeamter. Er wirkte von 1878 bis 1900 als Berghauptmann und Direktor des Oberbergamts Clausthal.

## Leben
Adolf Achenbachs Eltern kamen beide aus dem Siegerland, waren aber wegen der Tätigkeit des Vaters Moritz Achenbach als Kassenkontrolleur in der Königlichen Bergverwaltung nach Saarbrücken gezogen, bevor die Familie 1830 zurück nach Siegen ging. Sein jüngerer Bruder Heinrich von Achenbach wurde später preußischer Landtagsabgeordneter, Handelsminister und Oberpräsident. Bis 1842 besuchte Adolf Achenbach die Höhere Bürgerschule, dann wechselte er auf eine ebensolche in Aachen, wo er 1845 die Reifeprüfung ablegte. Er absolvierte dann zunächst eine Lehre als Bergwerksbeflissener im Siegerland, bevor er 1848 bis 1851 Bergbaukunde in Berlin und Bonn studierte. 
Ab 1853 Berg-Referendar im Rheinischen Oberbergamt Bonn, wurde er beauftragte, die Hohenzollernschen Lande geologisch zu untersuchen. 1855 wurde er zum Berggeschworenen ernannt, 1859 bestand er die Prüfung zum Berg-Assessor. Anschließend wurde er als Verwalter des Bergreviers Burbach im Kreis Siegen eingesetzt, bevor er 1861 als „Technisch-wissenschaftlicher Hilfsarbeiter“ wieder zum Oberbergamt Bonn wechselte. 1865 folgte seine Ernennung zum Oberbergrat am Oberbergamt Dortmund. 1869 wurde er Vorsitzender der Bergwerksdirektion Saarbrücken (bis 1878), ab 1870 mit dem Titel Geheimer Bergrat. Trotz der schwierigen Kriegszeiten gelang es Adolf Achenbach, die Saargruben weiterzuentwickeln.
Ab 1878 wirkte Achenbach 22 Jahre lang als Berghauptmann und Direktor am Oberbergamt Clausthal. Trotz des Preissturzes von Silber konnte er Einschränkungen und Einstellungen im Bergbau- und Hüttenbetrieb verhindern. Adolf Achenbach war Kuratoriumsvorsitzender der vereinigten Bergschule und Bergakademie Clausthal. 1879 musste er sich gegen die Pläne der preußischen Regierung erwehren, die Bergakademie und das Oberbergamt in Clausthal zu schließen. 1884 initiierte er durch eine Direktive, historische Bergbaugeräte und -anlagen zu bewahren und zu sammeln, die 1892 vollzogene Gründung des Oberharzer Bergwerksmuseums. Achenbach sammelte Handschriften zur Geschichte des Harzer Bergbaus, besaß eine Kollektion von Handstücken und bergmännischem Gezähe. Darüber hinaus hinterließ er eine Sammlung von Glockeninschriften.

## Ehrungen
Er war Mitglied der Gesellschaft Deutscher Naturforscher und Ärzte. Die Bergstädte Clausthal und Sankt Andreasberg verliehen Achenbach die Ehrenbürgerwürde. Im Erzbergwerk Grund wurde ein wichtiger Schacht Achenbachschacht genannt. In Saarbrücken wurde eine Straße nach ihm benannt.
Für seine Leistungen erhielt Achenbach 1888 den Roten Adlerorden zweiter Klasse mit Eichenlaub. 1893 wurde ihm der Ehrentitel eines Wirklichen Geheimen Oberbergrates und 1900, beim Eintritt in den Ruhestand der Titel Excellenz verliehen.